# المشاكل العرقية في اليابان
وفقًا لإحصائيات التعداد السكاني لعام 2018، فإن 97.8٪ من سكان اليابان هم من السكان الأصليين، والباقي من الرعايا الأجانب المقيمين في اليابان. فقد ازداد عدد العمال الأجانب بشكل كبير في السنوات الأخيرة، وذلك بسبب شيخوخة السكان ونقص القوى العاملة في البلاد. إذ تشير مقالة إخبارية في عام 2018 إلى أن 1 من كل 10 من الشباب المقيمين في طوكيو هم من الرعايا الأجانب.

## الدراسة الإحصائية للسكان
نحو 2.2٪ من إجمالي السكان المقيمين بشكل قانوني في اليابان هم مواطنون أجانب. ووفقًا لبيانات 2018 من الحكومة اليابانية، فإن المجموعات الرئيسية هي كما يلي:
| الجنسية               | العدد     | النسبة المئوية | النسبة المئوية   |
| الجنسية               | العدد     | السكان الأجانب | عدد السكان الكلي |
| --------------------- | --------- | -------------- | ---------------- |
| الصين                 | 764,720   | 28.3%          | 0.64%            |
| كوريا الجنوبية        | 479,198   | 17.7%          | 0.40%            |
| فيتنام                | 330,835   | 12.3%          | 0.28%            |
| الفلبين               | 271,289   | 10.0%          | 0.23%            |
| البرازيل              | 201,865   | 7.5%           | 0.17%            |
| نيبال                 | 88,951    | 3.3%           | 0.07%            |
| تايوان                | 60,684    | 2.2%           | 0.05%            |
| الولايات المتحدة      | 57,500    | 2.1%           | 0.04%            |
| إندونيسيا             | 56,346    | 2.1%           | 0.04%            |
| تايلاند               | 52,323    | 1.9%           | 0.04%            |
| بيرو                  | 48,362    | 1.8%           | 0.04%            |
| الهند                 | 35,419    | 1.3%           | 0.03%            |
| ميانمار               | 26,456    | 1.0%           | 0.02%            |
| سريلانكا              | 25,410    | 0.9%           | 0.02%            |
| المملكة المتحدة       | 17,943    | 0.7%           | 0.02%            |
| باكستان               | 16,198    | 0.7%           | 0.02%            |
| بنغلاديش              | 15,476    | 0.6%           | 0.02%            |
| فرنسا                 | 13,355    | 0.5%           | 0.01%            |
| كمبوديا               | 12,174    | 0.5%           | 0.01%            |
| آخرون                 | 635,787   | 23.6%          | 0.50%            |
| الكلي (بحسب عام 2018) | 2,731,093 | 100%           | 2.2%             |

لا تشمل الإحصائيات المذكورة أعلاه ما يقارب 30 ألف جندي أمريكي يتمركزون في اليابان، ولا تشمل كذلك المهاجرين غير الشرعيين. لا تأخذ الإحصائيات أيضًا بنظر الاعتبار المواطنين المتجنسين من خلفيات تشمل على سبيل المثال لا الحصر الكوريين والصينيين، والمواطنين المنحدرين من المهاجرين. إذ يقدر إجمالي عدد السكان المقيمين بشكل قانوني لعام 2012 بنحو 127.6 مليون نسمة.

## الأقليات العرقية اليابانية
إن أكبر تسع مجموعات أقليات مقيمة في اليابان هي: كوريا الشمالية والجنوبية والصينية والبرازيلية (كون العديد من البرازيليين في اليابان لديهم أصول يابانية) والفلبينيون والتايوانيون والآينو الأصليون في هوكايدو وريوكيوان الأصليون في أوكيناوا والجزر الأخرى بين كيوشو وتايوان. وفي بعض الأحيان يجري تضمين جماعة البوراكومين؛ وهي مجموعة منبوذة في أسفل النظام الإقطاعي الياباني. هناك أيضًا عدد من المجتمعات العرقية الأصغر في اليابان ذات تاريخ أقصر بكثير من تاريخ البلاد.
وفقًا لتقرير ديين الصادر عن الأمم المتحدة لعام 2008، فإن المجتمعات الأكثر تضررًا من العنصرية وكراهية الأجانب في اليابان تشمل:
- الأقليات القومية لأينو وشعب أوكيناوا.
- المواطنون وسلالاتهم من الدول المجاورة (الصينيون والكوريون)
- المهاجرون الجدد من دول آسيوية وأفريقية وأمريكية جنوبية وشرق أوسطية أخرى.

### الكوريون
زينيشي؛ مصطلح يشير بشكل عام إلى المواطنين المقيمين في دولة اليابان، إذ إن الكوريين المقيمين الدائمين في اليابان مسجلين باسم جوسون (بالكورية: 조선، : باليابانية:، 朝鮮) أو الجنسية الكورية الجنوبية. ضمت اليابان جوسون في عام 1910، وبالتالي فإن الكوريين الزينيتشيين الذين يحملون جنسية جوسون هم بحكم الواقع عديمو الجنسية. بعد الحرب العالمية الثانية، مُنح مليونا كوري يعيشون في اليابان جنسية جوسون المؤقتة في ظل الحكومة العسكرية الأمريكية (ذلك ولأنه لم تكن هناك حكومة في كوريا في ذلك الوقت). ومع ذلك، أصبح معنى جنسية جوسون غامضًا، إذ جرى تقسيم كوريا بين الولايات المتحدة والاتحاد السوفيتي، وفي عام 1948 عملت كل من كوريا الشمالية والجنوبية على تأسيس حكومتها الخاصة. حصل البعض على الجنسية الكورية الجنوبية في وقت لاحق، لكن آخرين عارضوا تقسيم كوريا أو تعاطفوا مع كوريا الشمالية واحتفظوا بجنسيتهم في جوسون لأنه لا يُسمح للأشخاص بالحصول على الجنسية الكورية الشمالية. هذا وقد جاء معظم الزينيتشيين إلى اليابان من كوريا تحت الحكم الياباني بين عامي 1910 و 1945. ويقال إن نسبة كبيرة من هذه الهجرة كانت نتيجة خسارة مُلاك الأراضي والعمال الكوريون أراضيهم ومعيشتهم بسبب مبادرات مصادرة الأراضي وإنتاجِها والهجرة إلى اليابان للعمل.
وفقًا لحساب رودولف روميل، جرى تجنيد ما مجموعه 5.4 مليون كوري أيضًا للعمل القسري ونقلهم بحراً في جميع أنحاء الإمبراطورية اليابانية. ويقدر بأن 60 ألف كوري قد ماتوا في أثناء العمل القسري في أماكن مثل منشوريا وساخالين.
في أثناء احتلال اليابان لكوريا، فرضت الحكومة اليابانية سياسة الاستيعاب القسري. وكانت الثقافة الكورية مضطهدة. إذ جرى تصنيف اللغة الكورية بلهجة (方言) من اللغة اليابانية وجرى حظرها، وأجبر الكوريون على تعلم وتحدث واتخاذ الأسماء اليابانية. ومع ذلك، فقد قاوم الكوريون ذلك الأمر وبحلول نهاية الأربعينيات من القرن الماضي جرى التراجع عنه بالكامل تقريبًا. حيث ذُبح الكوريون العرقيون في اليابان ككبش فداء في فوضى زلزال كانتو العظيم عام 1923. وعاد العديد من اللاجئين الكوريين إلى البلاد خلال انتفاضة جيجو في جمهورية كوريا الجنوبية الأولى. وعلى الرغم من أن معظم المهاجرين قد عادوا إلى كوريا، فإن تقديرات مركز القيادة العامة في عام 1946 أشارت إلى أن 650.000 كوري بقيوا في اليابان.
بعد الحرب العالمية الثانية، انقسم المجتمع الكوري في اليابان بين الولاء لكوريا الجنوبية (ميندان) والولاء لكوريا الشمالية (شونغريون). يعد الزينيتشيين الذين يعرّفون أنفسهم بـ شونغريون مصدرًا ماليًا مهمًا لكوريا الشمالية.
يشير أحد استطلاعات الرأي إلى أن إجمالي التحويلات السنوية من اليابان إلى كوريا الشمالية قد يتجاوز 200 مليون دولار أمريكي. إذ لا يسمح القانون الياباني بالجنسية المزدوجة للبالغين الذين تزيد أعمارهم عن 22 عامًا. وحتى ثمانينيات القرن الماضي كان يتطلب اعتماد اسم ياباني للحصول على الجنسية آنذاك، لهذا السبب، لم يحصل العديد من الزينيتشيين على الجنسية اليابانية لأنهم رأوا في ذلك إهانة لهم. وعلى الرغم من أن العديد من الزينيتشيين أصبحوا مواطنين يابانيين، إلا أن القضايا المتعلقة بالهوية لا تزال معقدة. حتى أولئك الذين لا يفضلون أن يصبحوا مواطنين يابانيين غالبًا ما يستخدمون الأسماء اليابانية لتجنب التمييز، ويعيشون حياتهم كما لو كانوا يابانيين.
وهذا على النقيض من الصينيين الذين يعيشون في اليابان، الذين يستخدمون عمومًا أسماءهم الصينية ويشكلون بشكل علني مجتمعات الحي الصيني. هذا وأدت زيادة التوترات بين اليابان وكوريا الشمالية في أواخر التسعينيات إلى تصاعد الهجمات ضد منظمة الكونجريون الموالية للشمال، بما في ذلك سلسلة من الاعتداءات على طالبات المدارس الكورية في اليابان. لفترة طويلة، تمتع الكونجريون بحصانة غير رسمية من عمليات البحث والتحقيقات، على الرغم من الاشتباه بها منذ فترة طويلة في مجموعة متنوعة من الأعمال الإجرامية نيابة عن كوريا الشمالية، مثل التحويل غير القانوني للأموال إلى كوريا الشمالية والتجسس.
بدأت السلطات اليابانية مؤخرًا بقمعهم وذلك من طريق التحقيقات والاعتقالات. غالبًا ما تنتقد الكونجريون هذه التحركات باعتبارها أعمال قمع سياسي. لقد اشتكى المجتمع الدولي من حاكم طوكيو وذلك عندما أشار الأخير شينتارو إيشيهارا إلى الصينيين والكوريين باسم سانجوكوجين (三国 人) في عام 2000 في سياق كون الأجانب مصدرًا محتملاً للاضطرابات في أعقاب حدوث الزلزال. من الناحية التاريخية، غالبًا ما جرى استخدام الكلمة بشكل ازدرائي، وقد جلب بيان إيشيهارا صورًا لمذبحة الكوريين على يد المدنيين والشرطة على حد سواء بعد زلزال كانتو العظيم عام 1923. لذلك، فإن استخدام المصطلح في سياق أعمال الشغب المحتملة من قبل الأجانب يعتبره الكثيرون مصطلحاً استفزازيًا، هذا إن لم يكن عنصريًا صريحًا. في عام 2014، أعرب تقرير حقوق الإنسان الصادر عن حكومة الولايات المتحدة عن قلقه بشأن الانتهاكات والمضايقات الموجهة ضد المواطنين الكوريين من قبل الجماعات اليمينية اليابانية.

### شعب بر الصين
يعتبر سكان البر الصيني أكبر أقلية في اليابان (وفقًا لإحصائيات 2018 كما هو موضح أعلاه).
كان البر الصيني على وجه الخصوص هدفاً للمشاعر المعادية للمهاجرين إلى جانب تصوير الحكومة والشرطة ووسائل الإعلام لهم على أنهم من المحتمل أن يرتبكوا جرائم. في الواقع، ذكر محقق من لجنة الأمم المتحدة لحقوق الإنسان (UNCHR) أن العنصرية ضد الكوريين والصينيين متجذرة بعمق في اليابان ويرجع ذلك إلى التاريخ والثقافة هناك.

### الشعب التايواني
هناك عدد من التايوانيين يقيمون في اليابان ويرجع ذلك إلى العلاقات الوثيقة (ولكن غير الرسمية) بين تايوان واليابان. كانت تايوان مستعمرة يابانية من عام 1895 إلى عام 1945 وكان التايوانيون يعدون خلال هذه الفترة مواطنين يابانيين. بشكل عام، يجري التعامل مع التايوانيين بشكل جيد نسبيًا مقارنة بمجموعات الأقليات الأخرى، مثل الصينيين والكوريين، نظرًا إلى الصورة الإيجابية تجاه تايوان بين الشعب الياباني. وكما هو معروف فإن رينهو، زعيم الحزب الديمقراطي، أشهر سياسي تايواني ياباني.

أهان الحاكم القومي الياباني المتطرف شينتارو إيشيهارا التايوانيين، مشيرًا إليهم باسم سانجوكوجين:
«أشَرتُ إلى «العديد من السانغوكوجين الذين دخلوا اليابان بشكل غير قانوني». واعتقدت أن بعض الناس لن يعرفوا هذه الكلمة لذلك أعدتُ صياغتها واستخدمت غايكوكوجين (gaikokujin)، أو الأجانب. التقطت وكالات الأنباء عمدًا جزء السانغوكوجين، ما تسبب في المشكلة. بعد الحرب العالمية الثانية، قام الصينيون من أصل تايواني والكوريون باضطهاد وسرقة وضرب اليابانيين في بعض الأحيان. في ذلك الوقت استُخدِمت الكلمة، لذلك لم تكن مهينة. بالأحرى كنا خائفين منهم. لا حاجة إلى اعتذار. لقد فوجئت برد فعل كبير على خطابي. ولعدم التسبب في أي سوء فهم، قررت أنني لن أستخدم هذه الكلمة بعد الآن. ومن المؤسف أن الكلمة قد فُسرت بتلك الطريقة».

### الإينو
الإينو هم مجموعة من السكان الأصليين يعيشون أساسًا في هوكايدو، ويعيش البعض أيضًا في روسيا. حاليًا، تقدر الحكومة اليابانية الرسمية عدد السكان بـ 25 ألف، مع أن هذا العدد مختلف عليه إذ تصل التقديرات غير الرسمية إلى 200 ألف.
اعتُرف رسميًا بجماعة الإينو جماعةً أصلية بعد مرور أكثر من قرن في يونيو 2008، نتيجة لقرار صدر عن حكومة اليابان، الذي اعترف باختلافاتهم الثقافية ونضالاتهم الماضية.

### شعب ريوكيوان
عاش شعب ريوكيوان في مملكة مستقلة حتى أصبح تابعًا لنطاق ساتسوما الياباني سنة 1609. لكن المملكة احتفظت بدرجة من الحكم الذاتي حتى عام 1879 عندما ضمتها اليابان رسميًا إلى ولاية أوكيناوا. وهم الآن أكبر أقلية في اليابان، إذ يعيش 1.3 مليون في أوكيناوا و300,000 يعيشون في مناطق أخرى من اليابان.

### مجموعات أخرى
عادةً ما يُطلق على الأجانب الغربيين في اليابان، خاصةً من أمريكا الشمالية وأوروبا وأستراليا ونيوزيلندا، اسم غايكوكوجين 外国人 أو غايجين外人. حدث التدفق الكبير الأول لهؤلاء الأجانب في ثمانينيات القرن العشرين، عندما تبنت الحكومة اليابانية سياسة المنح الدراسية لأعداد كبيرة من الطلاب الأجانب للدراسة في الجامعات اليابانية.
ومع نمو الاقتصاد الياباني بسرعة في الثمانينيات، بدأ عدد كبير من الغربيين يأتون إلى اليابان. وجد الكثيرون وظائف مدرسين المحادثة الإنجليزية، وعمل آخرون في مختلف المجالات المهنية مثل التمويل والأعمال. مع أن البعض منهم أصبحوا مقيمين دائمين أو حتى مواطنين مجنسين، يُنظر إليهم عمومًا بوصفهم زائرين ويعاملون كغرباء عن المجتمع الياباني.

## القضايا العرقية

### رهاب الأجانب قبل الحرب
كان التمييز العنصري ضد الآسيويين الآخرين معتادًا في الإمبراطورية اليابانية، مع بداية الاستعمار الياباني. أظهر اليابانيون في عصر ميجي ازدراءً للآسيويين الآخرين. تجسد هذا في مقال افتتاحي تحت عنوان داتسو آرون، الذي دعا إلى معاملة اليابان لآسيويين آخرين كما تعاملهم الإمبراطوريات الغربية الأخرى.
كانت العنصرية منتشرة في الصحافة خلال الحرب الصينية اليابانية الثانية وحرب شرق آسيا الكبرى، وكانت أوصاف وسائل الإعلام لتفوّق شعب ياماتو متسقة بثبات. انطلقت أول حملة دعائية كبرى ضد الأجانب، تسمى بوشو (حراسة ضد التجسس)، سنة 1940 إلى جانب إعلان النظام الجديد في شرق آسيا من توا شين شيتسوجو وخطوته الأولى، هاكو إيشيو.

### سياسة الحكومة ما بعد الحرب
نظرًا إلى الأهمية المنخفضة التي توليها اليابان لاستيعاب الأقليات، فإن القوانين المتعلقة بالمسائل العرقية تحظى بأولوية منخفضة في العملية التشريعية. ومع ذلك، سنة 1997، قُرِّر تشريع «إحياء ثقافة الإينو»، الذي حل محل التشريع السابق لحماية السكان الأصليين السابقين في هوكايدو، الذي كان له آثار مدمرة على الإينو في الماضي.
تنص المادة 14 من دستور اليابان على أن جميع المواطنين متساوون بموجب القانون، ولا يمكن التمييز ضدهم سياسيًا أو اقتصاديًا أو اجتماعيًا على أساس العرق أو المعتقد أو الجنس أو الخلفية الاجتماعية أو غيرها.
بُذِلت محاولات في البرلمان لسن تشريعات في مجال حقوق الإنسان. وسنة 2002، قُدم مشروع قانون إلى مجلس النواب، لكنه لم يصل إلى التصويت. ولو اعتُمد القانون، لشكّل لجنة لحقوق الإنسان للتحقيق والعقاب على الممارسات التمييزية وعلى خطاب الكراهية الذي يرتكبه المواطنون أو المؤسسات الخاصة.
نوقِشت قضية أخرى على الملأ لكنها لم تحظ بقدر كبير من الاهتمام التشريعي، وهي هل من الواجب السماح للمقيمين الدائمين بالتصويت في المجالس التشريعية المحلية. منظمات زينيتشي التابعة لكوريا الشمالية تعارض هذه المبادرة، في حين تدعمها منظمات زينيتشي التابعة لكوريا الجنوبية.

### الحصول على السكن والخدمات الأخرى
وضعت مجموعة من الشقق والفنادق والنوادي الليلية وبيوت الدعارة وصالات الجنس والحمامات العامة في اليابان لافتات تنص على أنه لا يُسمح للأجانب بالدخول أو يجب أن يكونوا برفقة شخص ياباني.
في فبراير 2002، رفع المدّعون دعوى قضائية على حمام هوكايدو في محكمة محلية بدعوى التمييز العنصري، وفي 11 نوفمبر أمرت محكمة مقاطعة سابورو الحمام بدفع مليون ين لكلٍ منهم تعويضات.
في الواقع، يوجد عدد كبير من الدعاوى القضائية المتعلقة بالتمييز ضد الأجانب. مثلًا، سنة 2005، رُفِضت امرأة كورية حاولت استئجار غرفة لأنها لم تكن مواطنة يابانية. رفعت دعوى تمييز ضدها وفازت بها في محكمة يابانية.
قال رئيس مركز الصحافة الأثنية «التمييز ضد الأجانب في بحثهم عن منازل لا يزال يمثل إحدى أكبر المشكلات». قال منظمو الخدمة إنهم يأملون في القضاء على العنصرية التي تمنع الأجانب، لا سيما غير الغربيين، من استئجار الشقق، إذ لا توجد حاليًا قوانين في اليابان تحظر التمييز.

### التعليم العالي
مع أن الأساتذة الأجانب يدّرسون في جميع أنحاء نظام التعليم العالي الياباني، ذكر روبرت جاي جيلر من جامعة طوكيو سنة 1992 أنه كان من النادر جدًا منحهم منصب وظيفي.